# Decreto Visocchi
Il cosiddetto "decreto Visocchi", più propriamente il regio decreto legge 2 settembre 1919, n. 1633, recante provvedimenti per l'incremento della produzione agraria, fu emanato dal governo presieduto da Francesco Saverio Nitti, su proposta del ministro dell'agricoltura Achille Visocchi.

## Finalità
Il decreto attribuiva ai prefetti la facoltà di assegnare in occupazione temporanea, sino a un massimo di quattro anni, terreni incolti o mal coltivati a contadini organizzati in associazioni o enti agrari legalmente costituiti. Il decreto prevedeva, inoltre, un'estensione a tempo indeterminato della concessione per i terreni con obbligo di bonifica o che richiedevano cambiamenti di colture.
Per ottenere l'assegnazione del terreno occorreva un permesso rilasciato da una commissione composta in ugual misura da rappresentanti dei contadini e dei proprietari, sotto il controllo del prefetto, il quale doveva valersi del parere del direttore della cattedra di agricoltura. La commissione stabiliva anche la durata dell'occupazione e il prezzo della locazione che i contadini dovevano versare al proprietario.

## Applicazione
L'applicazione del decreto ebbe effetti assai limitati: dopo sette mesi il decreto era stato applicato a meno di 30.000 ettari. Secondo alcuni autori, tuttavia, il provvedimento non sarebbe stato mirato al rilancio della produzione agraria, quanto in realtà a fornire una specie di "copertura" legale ex post, una sorta di condono dei numerosi disordini che andavano manifestandosi in tutto il paese con innumeri occupazioni abusive di latifondi e di terre incolte. Secondo Serpieri, che ebbe a calcolare ed assommare in circa 27.000 ettari la totale estensione delle terre così cedute ai coloni durante la vigenza del provvedimento, il decreto stesso era "uno dei più malfamati del dopoguerra", mentre fu giudicato eccessivamente "timido" da Filippo Turati.
Seguito a breve distanza da un analogo "decreto Falcioni" e da un non dissimile "decreto Mauri", più di un osservatore ha ravvisato nel successivo cosiddetto Decreto Gullo l'omologo provvedimento per il dopoguerra successivo.